# Domenico Alberto Azuni

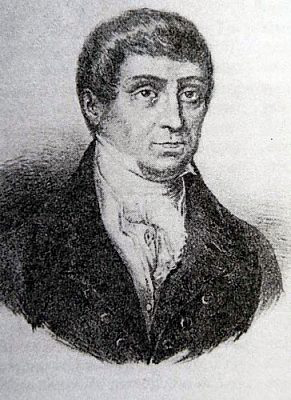
Domenico Alberto Azuni.

Dizionario della giurisprudenza mercantile, 1786 (Milano, Fondazione Mansutti).

Domenico Alberto Azuni, född den 3 augusti 1749 i Sassari på Sardinien, död den 23 januari 1827 i Cagliari, var en italiensk rättslärd. 
Azuni, som sina sista år var ledamot av överkonsulatstribunalet i Cagliari, skrev bland mycket annat sin hemös historia (Histoire de la Sardaigne, 1802) samt ett arbete i allmän sjörätt (Sistema universale dei principi del diritto marittimo dell' Europa, 1795; ny bearbetning under titeln Droit maritime de l'Europé, 1805).